# Rio Bacajaí
Rio Bacajaí är ett vattendrag i Brasilien.   Det ligger i delstaten Pará, i den centrala delen av landet, 1 400 km norr om huvudstaden Brasília.
I omgivningarna runt Rio Bacajaí växer i huvudsak städsegrön lövskog. Trakten runt Rio Bacajaí är nära nog obefolkad, med mindre än två invånare per kvadratkilometer.